# Masked Singer Sverige
Masked Singer Sverige är ett svenskt underhållningsprogram som hade premiär på TV4 och C More den 26 mars 2021. Första säsongen sändes i nio avsnitt på fredagar mellan den 26 mars och 21 maj 2021. Programmet vann Kristallen 2021 som årets underhållningsprogram.
Masked Singer Sverige baseras på den sydkoreanska förlagan med namnet Miseuteori Eumaksyo Bongmyeon-gawang (engelska: King of Mask Singer). Programmet finns också i många andra länder, såsom The masked singer i USA. 
En andra säsong av programmet hade premiär den 25 mars 2022, med samma programledare och panel som i första säsongen. Arantxa Alvarez var programledare för efterprogrammet Unmasked Singer på TV4 Play.
Den tredje säsongen hade premiär den 31 mars 2023 och en fjärde säsong hade premiär den 22 mars 2024, med samma programledare och panel som tidigare.
En femte säsong hade premiär den 28 mars 2025 med samma fasta programledare från de fyra tidigare säsongerna, fast denna gång med två nya medlemmar i panelen.

## Upplägg
I programmet sjunger svenska kändisar på en scen utklädda till olika figurer och en panel bestående av fyra personer gissar vilka som gömmer sig bakom maskerna. Samtidigt röstar den sittande publiken på sin favoritfigur. Varje vecka måste den som fått minst antal röster ta av sig sin mask, avslöja sig själv och lämna programmet. Varje säsong inleds med två grupper om sex personer vardera, som senare slås ihop.
David Hellenius har varit programledare för samtliga säsonger. Även han är under inspelningen ovetande om vem som gömmer sig bakom maskerna.
Pernilla Wahlgren gissade flest rätt i säsong 1, 2, 3 och 4 och är den i panelen som gissat rätt flest gånger totalt.
Programmet är förinspelat, och endast publiken på plats kan rösta. Röstningen har anklagats för att vara en bluff då det i sändning har synts att publikens "röstningsapp" endast är en stillbild. Producenten för programmet har dock intygat att röstningen går korrekt till, fast via sms.

## Panelen
Panelen består av fyra fasta medlemmar och ibland en gäst.

### 2021–2024
De första fyra åren av programmet bestod panelen av Felix Herngren, Nour El Refai, Måns Zelmerlöw och Pernilla Wahlgren.
| Antal rätt | Felix Herngren | Nour El Refai* | Måns Zelmerlöw | Pernilla Wahlgren* |
| ---------- | -------------- | -------------- | -------------- | ------------------ |
| Säsong 1   | 1              | 2              | 3              | 5                  |
| Säsong 2   | 1              | -              | 4              | 5                  |
| Säsong 3   | 2              | 2              | 2              | 4                  |
| Säsong 4   | 4              | -              | 2              | 4                  |
| Totalt     | 8              | 4              | 11             | 18                 |

* I säsong två avsnitt två kunde Nour El Refai inte komma till studion, och hon ersattes då med Johanna Nordström i det avsnittet.
* Under säsong fyra så var Pernilla Wahlgren inte närvarande under fyra avsnitt, och ersattes då av Henrik Schyffert, Jessica Almenäs, Fredrik Hallgren, och Shima Niavarani.

### 2025–nutid
Inför säsong fem av programmet blev det känt Felix Herngren och Nour El Refai inte längre skulle sitta kvar i panelen. De blev ersatta av Carina Berg och Behrouz Badreh, medan Måns Zelmerlöw och Pernilla Wahlgren satt kvar i panelen.
| Antal rätt | Pernilla Wahlgren | Behrouz Badreh | Carina Berg | Måns Zelmerlöw |
| ---------- | ----------------- | -------------- | ----------- | -------------- |
| Säsong 5   | 0                 | 4              | 2           | 3              |
| Totalt     | 0 (18 överlag)    | 4              | 2           | 3 (14 överlag) |

## Deltagare och placering

### Säsong 1[10]
| Deltagare      | Kändis             | Yrke                             | Grupp | Placering | Rätt gissning     |
| -------------- | ------------------ | -------------------------------- | ----- | --------- | ----------------- |
| Godisautomaten | Daniel Norberg     | Komiker och Youtubare            | 1     | 1         | Nour El Refai     |
| Voodoodockan   | Hans Rosenfeldt    | Manusförfattare och skådespelare | 2     | 2         | Felix Herngren    |
| Enhörningen    | Ellen Bergström    | Skådespelare                     | 1     | 3         | Måns Zelmerlöw    |
| Sjöbjörnen     | Anders Bagge       | Musikproducent                   | 1     | 4         | Pernilla Wahlgren |
| Draken         | Johanna Nordström  | Komiker                          | 2     | 5         | Pernilla Wahlgren |
| Korpen         | Robert Wells       | Musiker                          | 2     | 6         | Pernilla Wahlgren |
| Roboten        | Nassim Al Fakir    | Programledare                    | 2     | 7         | Måns Zelmerlöw    |
| Monstret       | Kikki Danielsson   | Sångerska                        | 1     | 8         | Nour El Refai     |
| Isvargen       | Victoria Silvstedt | Supermodell                      | 2     | 9         | Måns Zelmerlöw    |
| Jokern         | Lotta Schelin      | Fotbollsspelare                  | 1     | 10        | –                 |
| Fåret          | Christina Schollin | Skådespelare                     | 2     | 11        | Pernilla Wahlgren |
| Pingvinen      | Sven Melander      | Skådespelare                     | 1     | 12        | Pernilla Wahlgren |

### Säsong 2[14]
| Deltagare   | Kändis            | Yrke                           | Grupp | Placering | Rätt gissning     |
| ----------- | ----------------- | ------------------------------ | ----- | --------- | ----------------- |
| Spelmannen  | Marcus & Martinus | Artister                       | 1     | 1         | Pernilla Wahlgren |
| Sagoträdet  | Tareq Taylor      | Krögare och TV-kock            | 2     | 2         | Måns Zelmerlöw    |
| Trollkarlen | Rennie Mirro      | Skådespelare och musikalartist | 1     | 3         | Pernilla Wahlgren |
| Sjöjungfrun | Yohio             | Artist och låtskrivare         | 2     | 4         | –                 |
| Mjukglassen | Arantxa Alvarez   | Programledare                  | 2     | 5         | Måns Zelmerlöw    |
| Cyberninjan | Clara Henry       | Komiker och författare         | 1     | 6         | Måns Zelmerlöw    |
| Lokatten    | Malin Berghagen   | Skådespelare                   | 2     | 7         | Pernilla Wahlgren |
| Riddaren    | Peter Magnusson   | Skådespelare                   | 1     | 8         | –                 |
| Astronauten | Lasse Holm        | Artist och låtskrivare         | 2     | 9         | Pernilla Wahlgren |
| Fru kanin   | Mona Sahlin       | Politiker                      | 1     | 10        | Pernilla Wahlgren |
| Nallen      | Marianne Mörck    | Skådespelare                   | 2     | 11        | Felix Herngren    |
| Karusellen  | Anna Lindberg     | Simhoppare                     | 1     | 12        | Måns Zelmerlöw    |

### Säsong 3[16]
| Deltagare         | Kändis            | Yrke                     | Grupp | Placering | Rätt gissning                                  |
| ----------------- | ----------------- | ------------------------ | ----- | --------- | ---------------------------------------------- |
| Karamellen        | Klara Hammarström | Artist                   | 1     | 1         | Måns Zelmerlöw Pernilla Wahlgren               |
| Maneten           | Edvin Törnblom    | Komiker och skådespelare | 2     | 2         | Nour El Refai Måns Zelmerlöw Pernilla Wahlgren |
| Magiska boken     | Vanna Rosenberg   | Skådespelare             | 1     | 3         | Pernilla Wahlgren                              |
| Kungen            | André Myhrer      | Skidåkare                | 2     | 4         | –                                              |
| Vikingen          | Ciara Janson      | Skådespelare             | 2     | 5         | Pernilla Wahlgren                              |
| T-Rex & Forskaren | Fredrik Hallgren  | Skådespelare             | 1     | 6         | Nour El Refai Pernilla Wahlgren                |
| Popcornet         | Elsa Billgren     | Programledare            | 2     | 7         | Pernilla Wahlgren                              |
| Fågelskrämman     | Suzanne Reuter    | Skådespelare             | 1     | 8         | Felix Herngren                                 |
| Fjärilsfen        | Camilla Läckberg  | Författare               | 2     | 9         | Pernilla Wahlgren                              |
| Superhjälten      | Carolina Klüft    | Friidrottare             | 1     | 10        | Måns Zelmerlöw                                 |
| Mullvaden         | Janne Andersson   | Fotbollstränare          | 2     | 11        | –                                              |
| Skrothögen        | Joakim Lundell    | Youtubare och TV-profil  | 1     | 12        | Felix Herngren                                 |

### Säsong 4[19]
| Deltagare      | Kändis            | Yrke                  | Grupp | Placering | Rätt gissning                       |
| -------------- | ----------------- | --------------------- | ----- | --------- | ----------------------------------- |
| Kameleonten    | Fröken Snusk      | Artist                | 1     | 1         | Pernilla Wahlgren                   |
| Pandorna       | Markoolio         | Artist                | 2     | 2         | Felix Herngren Nour El Refai        |
| Skelettet      | Hanna Ardéhn      | Skådespelare          | 2     | 3         | Pernilla Wahlgren                   |
| Ufona          | Brynolf & Ljung   | Trollkarl             | 1     | 4         | Felix Herngren                      |
| Prinsesstårtan | Sarah Dawn Finer  | Artist                | 2     | 5         | Felix Herngren                      |
| Discokulan     | Jessica Almenäs   | Programledare         | 1     | 6         | Pernilla Wahlgren                   |
| Pirathajen     | Per Morberg       | Skådespelare och kock | 2     | 7         | Pernilla Wahlgren                   |
| Bergatrollet   | Thomas Ravelli    | Fotbollsmålvakt       | 1     | 8         | Måns Zelmerlöw                      |
| Skyddsängeln   | Therese Alshammar | Simmare               | 2     | 9         | Henrik Schyffert/ Pernilla Wahlgren |
| Väckarklockan  | Ewa Roos          | Sångare               | 1     | 10        | –                                   |
| Lejonet        | Markus Aujalay    | Kock                  | 2     | 11        | –                                   |
| Snögubben      | Tomas Brolin      | Fotbollsspelare       | 1     | 12        | Måns Zelmerlöw                      |

### Säsong 5[20]
| Deltagare         | Kändis            | Yrke                                | Grupp | Placering | Rätt gissning  |
| ----------------- | ----------------- | ----------------------------------- | ----- | --------- | -------------- |
| Porslinsdockan    | Lisa Ajax         | Artist                              | 1     | 1         | Måns Zelmerlöw |
| Racingräven       | Peter Jöback      | Artist och Skådespelare             | 1     | 2         | Behrouz Badreh |
| Sushin            | Kishti Tomita     | Röstcoach och Artist                | 2     | 3         | –              |
| Scengångaren      | Alexander Karim   | Skådespelare                        | 2     | 4         | Behrouz Badreh |
| Skogsjätten       | Niklas Wikegård   | Ishockeyspelare och ishockeytränare | 1     | 5         | Behrouz Badreh |
| Bläckfisken       | IJustWantToBeCool | Humortrio                           | 2     | 6         | Måns Zelmerlöw |
| Glödlampan        | Marie Serneholt   | Sångare                             | 2     | 7         | Carina Berg    |
| Majskolven        | Mikael Sandström  | Läkare                              | 1     | 8         | Måns Zelmerlöw |
| Detektivugglan    | Anis Don Demina   | DJ och mediapersonlighet            | 2     | 9         | –              |
| Fågelholken       | Pia Johansson     | Skådespelare och komiker            | 1     | 10        | Behrouz Badreh |
| Schackdrottningen | Kajsa Bergqvist   | Höjdhoppare                         | 2     | 11        | Carina Berg    |
| Bacillen          | Sarah Sjöström    | Simmare                             | 1     | 12        | –              |